# Nürnberger Gwerch

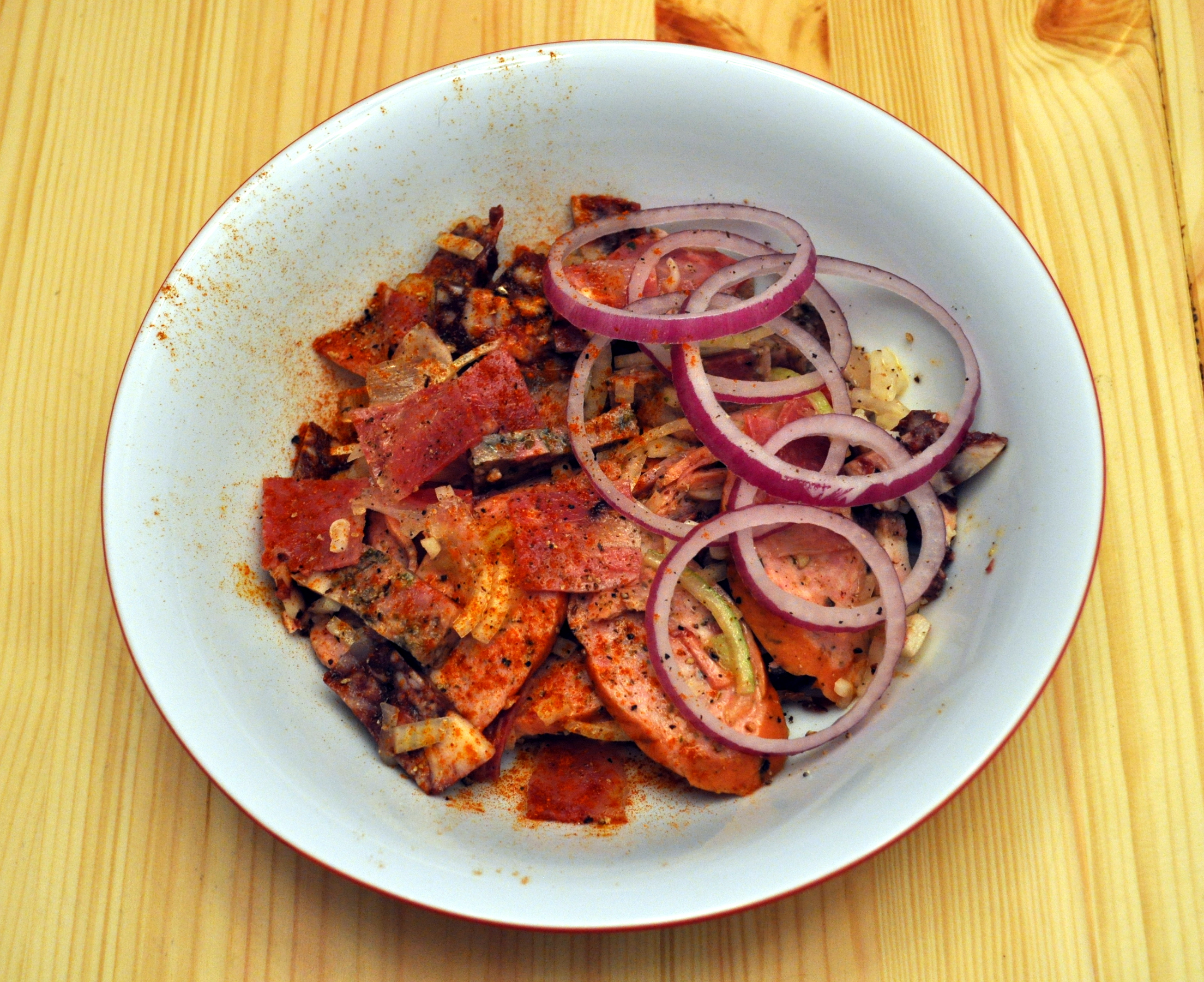
Nürnberger Gwerch aus rotem Presssack, weißem Presssack, roter Hausmacher Stadtwurst und Ochsenmaulsalat

Nürnberger Gwerch (fränkisch Gwerch Unordnung, Durcheinander) ist ein traditioneller Wurstsalat der Fränkischen Küche und wird vor allem in Nürnberg serviert.
Obwohl es kein einheitliches Rezept gibt, ist stets Ochsenmaulsalat die Basis des Gwerchs. Weitere Zutaten sind meist weißer und roter Presssack und Hausmacher-Stadtwurst. Es gibt verschiedene Ansichten darüber, ob weitere Zutaten wie Tomaten, Käse, Gurken oder Eier überhaupt in ein Nürnberger Gwerch gehören. Der Salat wird mit einer Essig-Öl-Marinade angemacht und zu Schwarzbrot serviert.